# Hélio Holanda Melo
Hélio Holanda Melo (Vila Antimari, Boca do Acre, 20 de julho de 1926 — Goiânia, 22 de março de 2001) foi um artista plástico, compositor, músico e escritor brasileiro, nascido no Estado do Amazonas. Foi também seringueiro, no seringal Senapólis, catraieiro, na travessia de pessoas entre as margens do rio Acre, barbeiro e vigia de empresa estatal.
Melo cursou até a terceira série do 1ª grau, e aos oito anos, já desenhava, como pintor autodidata, utilizando o nanquim e tintas naturais que preparava a partir do sumo que extraía de plantas.
Em sua homenagem, o governo do Acre criou um espaço cultural – o Theatro Hélio Melo – com capacidade de 150 lugares.
A obra de Hélio Melo está presente no acervo do MAR (Museu de Arte do Rio) através de quatro importantes desenhos doados por Luiz Paulo Montenegro em 2013. Esses desenhos participaram da exposição Pororoca nesse museu carioca em 2014. O catálogo Pororoca, editado pelo MAR, inclui o artigo "Arte de Ciclos da Borracha: seringueiros artistas" de Paulo Herkenhoff, em que, pela primeira vez, é analisada conjuntamente a obra de três artistas visuais da região amazônica: o imaginário e o simbolismo do serigueiro desenhado por Helio Melo, os delírios dos animais imaginários da selva de Chico da Silva e as memórias da batalha pelo látex durante a Segunda Guerra Mundial por Paulo Sampaio, o pintor soldado da borracha. Cada um deles construiu sua própria linguagem de modo singular. Herkenhoff analisa a deriva de Hélio Mello nos percalços do desenvolvimentismo brasileiro. Este autor afirma que Hélio Melo, "por seu aprendizado com a natureza e com os índios, criou uma agenda de interpretação da vida cotidiana e de um imaginário que mobilizava a dimensão simbólica dos conflitos sociais e ecológicos de seu ambiente".

## Biografia
Viveu sua infancia e juventude nos seringais Floresta e Senápolis, deixa o seringal aos 33 anos de idade, para conhecer novos mundos, já despontava autodidaticamente pequenos desenhos e rabiscos. Com a morte da mãe vai para a cidade de Rio Branco, inicia seus primeiros contatos com as artes e objetos de desenho. Como todo o seringueiro a sobrevivência era essencial, passou a trabalhar como catraieiro fazendo a travessia de pessoas no Rio Acre, com a chegada das pontes sobre Rio Acre deixou a atividade, iniciando o trabalho de barbeiro ambulante. No ano de 1975 começa a trabalhar como vigia. Em 1978 é incentivado por Genésio Fernandes e Gregório Filho então Presidente da Fundação de Cultura do Acre a produzir mais desenhos para expor na Biblioteca Pública, daí começa a surgir o artista Hélio Melo. 

## Exposições no Brasil
- Departamento de Atividades Culturais (DAC), Rio Branco, Acre, 1978 (Coletiva).
- Centro de Artesanato, Rio Branco, 1978 (Coletiva)
- Fundação Cultural de Brasilia, Distrito Federal, 1979 (Coletiva)
- Universidade Federal do Acre, Rio Branco, 1979 (Coletiva)
- Serviço Social do Comércio (SESC), Rio Branco, 1980 (Individual)
- Serviço Social do Comércio (SESC), Galeria de Arte da Tijuca, Rio de Janeiro, 1980 (Individual)
- Casa de Cultura de Pernambuco, Recife, 1981 (Individual)
- Serviço Social do Comércio, Recife, 1981 (Individual)
- Galeria Sérgio Millet, FUNARTE, Rio de Janeiro, 1981 (Individual)
- Feira da Providência, Universidade Santa Úrsula, Rio de Janeiro, 1981 (Individual)
- Serviço Social do Comércio, Aracaju, Sergipe, 1981 (Coletiva)
- IV Salão Nacional de Artes Plásticas, FUNARTE, Rio de Janeiro, 1981 (Coletiva)
- Mostra de Desenho, Museu de Arte de Belo Horizonte, Minas Gerais, 1983 (Coletiva)
- Serviço Social do Comércio, Rio Branco, Acre, 1982 (Individual)
- Exposição no Salão Paranaense, Curitiba, Paraná, 1982 (Coletiva)
- Mostra de Desenho Brasileiro, Curitiba, Paraná, 1982 (Coletiva)
- Serviço Social do Comércio, Rio Branco, Acre, 1983 (Individual)
- Serviço Nacional do Comércio, Rio Branco, Acre, 1983(Individual)
- Feira da Cultura Brasileira (BIENAL), São Paulo, 1983
- Feira da Cultura, Curitiba, Paraná
- Universidade Federal do Acre, Rio Branco, Acre, 1983 (Coletiva)
- Exposição em Plácido de Castro, Acre, 1983 (Individual)
- Exposição na Fundação Cultural do Acre, Rio Branco, Acre, 1983 (Individual)
- Salão Nacional de Artes Plásticas, Rio de Janeiro, 1983 (Coletiva)
- Serviço Social do Comércio (SESC), Brasília, 1984 (Coletiva)
- 7° Salão Nacional de Artes Plásticas - Rio de Janeiro - RJ -1985 (Coletiva)
- Semana do Folclore, UFAC, Rio Branco, Acre (Coletiva)
- Fundação Cultural do Acre, Rio Branco, Acre, 1984 (Individual)
- Serviço Nacional do Comércio, Rio Branco, Acre, 1984 (Individual)
- Palácio das Artes, Belo Horizontem, 1985
- Serviço Social do Comércio (SESC), Rio Branco, Acre, 1985 (Individual)
- Exposição na UFAC, Rio Branco, Acre, 1985
- Encontro Nacional do Seringueiro (Apresentação de música a desenhos), Brasília, 1985
- 17° Salão Nacional de Arte, Museu de Arte de Belho Horizonte, Minas Gerais, 1985–1986 (Coletiva)
- Salão Nacional de Artes Plásticas, Museu de Arte Moderna, Rio de Janeiro, 1985–1986
- Encontro de Seringueiros de Xapuri, Xapuri, Acre, 1986
- Feira dos Estados, Brasilia, 1986
- Serviço Nacional de Aprendizagem Comercial, Rio Branco, Acre, 1986 (Individual)
- Centro Nacional de Divulgação, FUNARTE, Brasilia, 1986 (Individual)
- Serviço Social do Comércio do Carmo, São Paulo-SP, 1986
- Serviço Social do Comércio Campestre, São Paulo-SP, 1986
- Feira de Santos - Santos - São Paulo -1986
- Feira dos Estados, Brasilia, 1986
- Galeria Artur Viana, Belém, Pará, 1986 (Individual)
- Serviço Nacional de Aprendizagem Comercial, Rio Branco, Acre, 1987 (Individual)
- Encontro dos Povos da Floresta, Rio Branco, Acre, 1989
- Exposição na Prefeitura Municipal, São Paulo-SP, 1989 (Individual)
- Fundação Chico Mendes, São Paulo-SP, 1989
- Parque Lage, Rio de Janeiro, 1989
- Rio-Cine-Festival, Rio de Janeiro, 1989
- Exposição de desenhos, Xapuri, Acre, 1990
- Circo Voador, EC01992, Rio de Janeiro–RJ, 1992
- Galeria Sérgio Millet, Rio de Janeiro–RJ, 1992 (Individual)
- Serviço Social do Comércio, Salvador, Bahia, 1992 (Individual)
- Serviço Social do Comércio (SESC), Fortaleza, Ceará, 1992
- BANERJ, Rio de Janeiro–RJ, 1992 (Individual)
- Galeria Garibaldi Brasil, Rio Branco, Acre, 1993 (Individual)
- Serviço Social do Comércio (SESC), Rio Branco, Acre, 1994
- Casa de Cultura, Brasilia, 1995
- Senado Federal, Brasilia, 1995
- Ministério da Cultura (Exposição I FUNARTE), Brasilia, 1995
- Encontro Nacional dos Seringueiros, Brasilia, 1995
- Centro Cultural Marieta Telles Machado, Goiânia, Goiás, 1995
- Serviço Social do Comércio (SESC), Rio Branco, Acre, 1996
- Serviço Social do Comércio, Rio Branco, Acre, 1996
- Parque Chico Mendes, Rio Branco, Acre, 1996
- Colégio São José, Rio Branco, Acre, 1996
- Exposição "Empate do Seringueiro", Brasília, 1997
- Exposição de Desenhos sobre a Amazônia, Rio Branco, Acre, 1998
- Exposição de Desenhos na inauguração da Casa Branca, Xapuri, Acre, 1998
- Exposição durante um Curso de Enfermagem, Rio Grande do Norte, Natal,-1999
- Museu da Vida, Espaço Cultural dos Correios, Rio de Janeiro–RJ, 1999
- Colégio de Aplicação, Rio Branco, Acre, 1999
- Teatrão, Fórum do Idoso, Comemoração aos Idosos, Rio Branco, Acre, 1999
- Serviço Social do Comércio (SESC), Rio Branco, Acre, 1999
- Pororoca. Museu de Arte do Rio (MAR). Rio de Janeiro, 2014.

## Exposições no exterior
- Nouveau Salon de Paris, Paris, França, 1986 (Coletiva)
- Museu de Smithsonian Institution (Amostra de desenho), Washington, EUA, 1988
- Centro Missionário Diocesano, Chiesa de S. Cristoforo (Amostra de desenho), Luca, Itália, 1989
- Amostra de desenho em Verona, Itália, 1989
- Amostra de desenho em Florença, Itália, 1989
- Amostra de desenho em Roma, Itália, 1989
- Amostra de desenho em Pescara, Itália, 1989
- Amostra no Fórum Global, Londres, Inglaterra, 1989
- Exposição Itinerante Internacional "Arte Neo-Amazônica", Itália (Roma, Cremona, Mantova, Castel Goffredo, Grosseto), 1996

## Publicações
- História da Amazônia
- Experiência do Caçador a os Mistérios da Caça
- Os Mistérios da Mata
- Os Mistérios dos Pássaros
- Os Mistérios dos Peixes a dos Répteis
- Via Sacra na Amazônia
- Como salvar nossa Floresta

## Premiações
- Medalha de Mérito Cultural, conferida pela Universidade Federal do Acre, em 1988
- Medalha de Honra ao Mérito, conferida pelo Colégio Acreano, em 1989